# Carlton Husthwaite
Carlton Husthwaite is een civil parish in het bestuurlijke gebied Hambleton, in het Engelse graafschap North Yorkshire met 180 inwoners.